# Brug der Zuchten

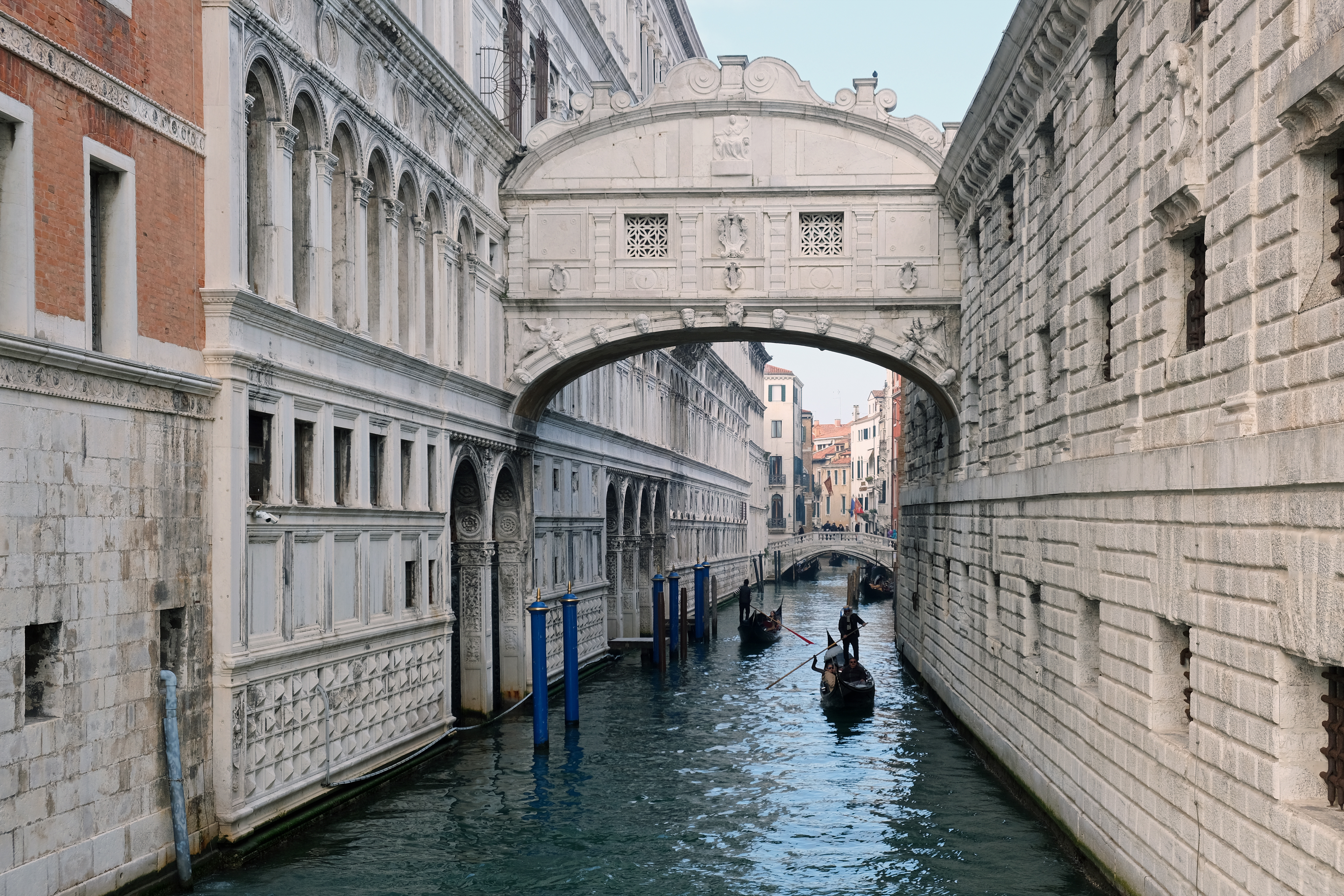
De Brug der zuchten

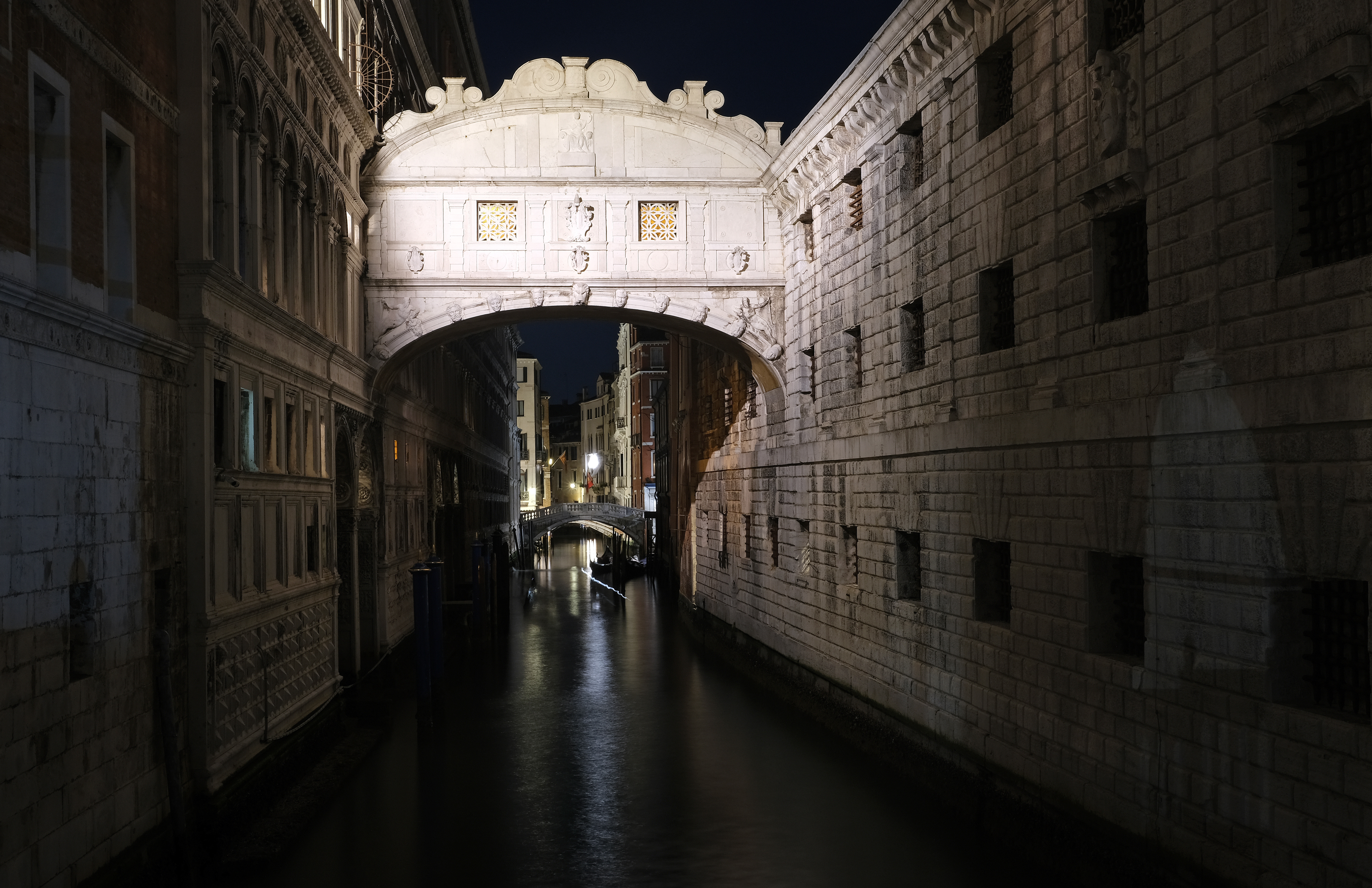
De Brug der Zuchten die 's nachts wordt gezien

De Brug der Zuchten is een brug in de Italiaanse stad Venetië.
De tussen 1600 en begin 1603 gebouwde brug is een verbinding tussen het Dogepaleis (Palazzo Ducale) en de toen nieuwe gevangenis (Prigioni Nuove). Een dergelijke verbinding tussen gevangenis en paleis is uniek in de wereld. Vroeger moesten de veroordeelden over deze brug heen lopen alvorens ze in de kille en vochtige kerkers (pozzi) werden opgesloten. Bij aqua alta liepen die cellen over. De bovenste cellen heetten de ´piombi´ verwijzende naar het loden dak. De ´orbe´ tot slot waren de geblindeerde cellen. Via de raampjes van de brug zagen de gevangenen dan voor de laatste keer het daglicht. De naam Brug der zuchten (Ponte dei Sospiri) refereert aan hun zucht op weg naar hun bestemming.
In de gevangenis waren ooit Casanova en Galileo Galilei opgesloten.